# Paraklesis

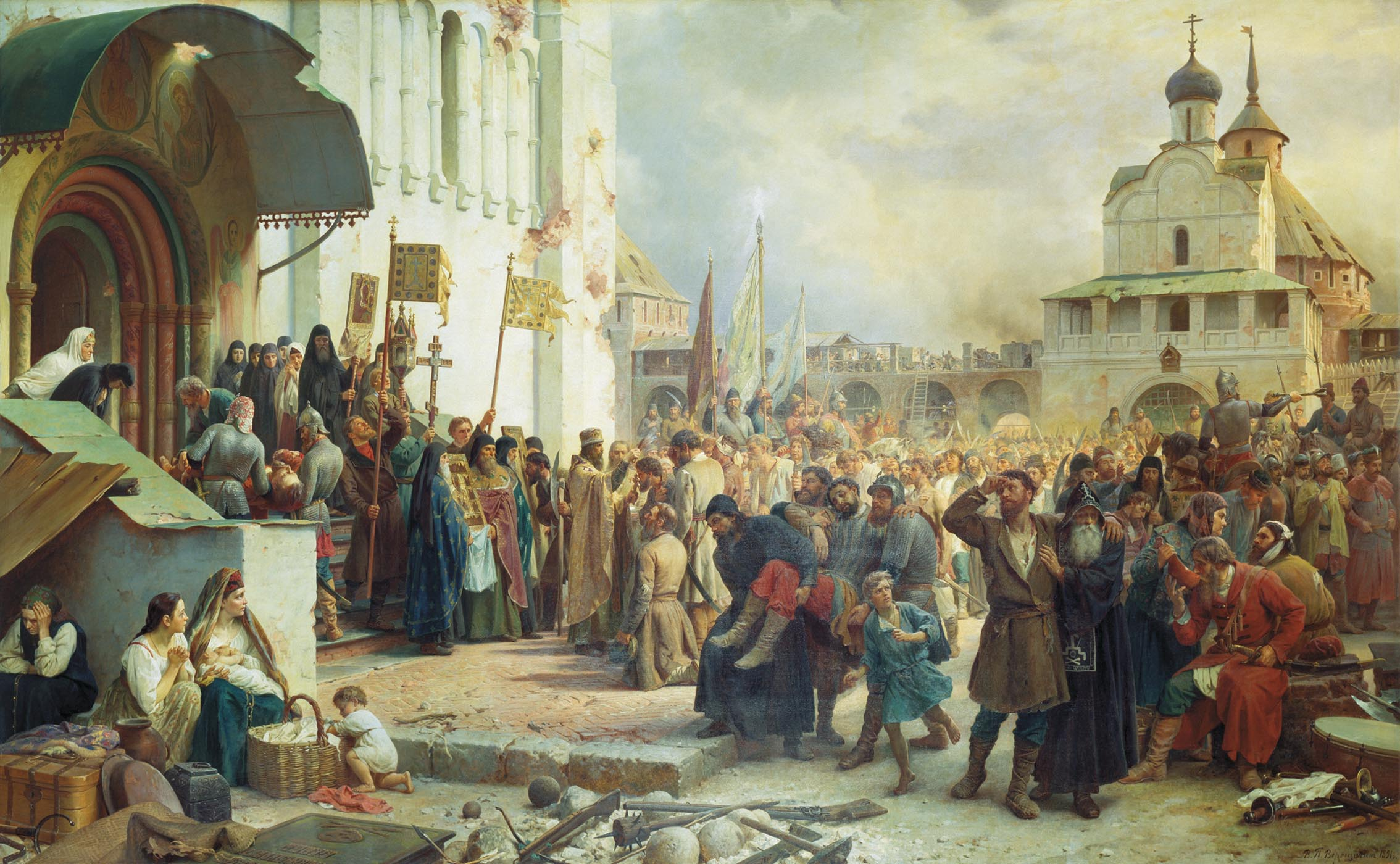
Recibiendo una bendición al final de un Molieben en el Trinity-St. Sergius Lavra (Asedio de Troise-Sergieva Lavra, de Vasily Petrovich Vereshchagin, 1891).

Una Paraklesis (en griego: Παράκλησις, eslavo: молебенъ) o Canon suplicante en el rito bizantino, es un servicio de  oración por el bienestar de los vivos. Se dirige a un santo específico o a la Santísima Theotokos cuya intercesión se solicita mediante el canto del canon suplicante junto con salmos, himnos y letanías.
La Paraklesis más popular es aquella en la que el canon suplicante y otros himnos se dirigen a la Santísima Theotokos, la  Madre de Dios. Existen dos formas de este servicio: la Pequeña Paraklesis, compuesta por el monje Theosterictus en el siglo IX, y la Gran Paraklesis, compuesta por el emperador Teodoro II Láscaris en el siglo XIII. Durante la mayor parte del año, sólo se canta la Pequeña Paraklesis a la Theotokos. Sin embargo, durante el Ayuno de la Dormición, del 1 al 14 de agosto, ambos inclusive, el Typikon[cita requerida] prescribe que la Pequeña y la Gran Paraklesis se canten en tardes alternas, según las siguientes normas: 
- Si el 1 de agosto cae en lunes o viernes, el ciclo comienza con la Pequeña Paraklesis. Si el 1 de agosto cae en sábado o domingo, el ciclo comienza con la Gran Paraklesis.
- En las vísperas de los domingos (es decir, los sábados por la noche) y en la víspera de la Transfiguración (la noche del 5 de agosto) se omite la Paraklesis.
- En las noches de los domingos se utiliza siempre la Gran Paraklesis, a menos que sea la víspera de la Transfiguración.